# Boreskib
Et boreskib er et specialfartøj påmonteret boretårn og boregrej, hvormed man gennem en brønd midtskibs kan bore på store havdybder. Der bores fra boreskib f.eks. ved Grønland.
| Vandsport/vandtransport | Spire Denne vandsports- eller vandtransportsartikel er en spire som bør udbygges. Du er velkommen til at hjælpe Wikipedia ved at udvide den. |